# Pascal Haggenmüller

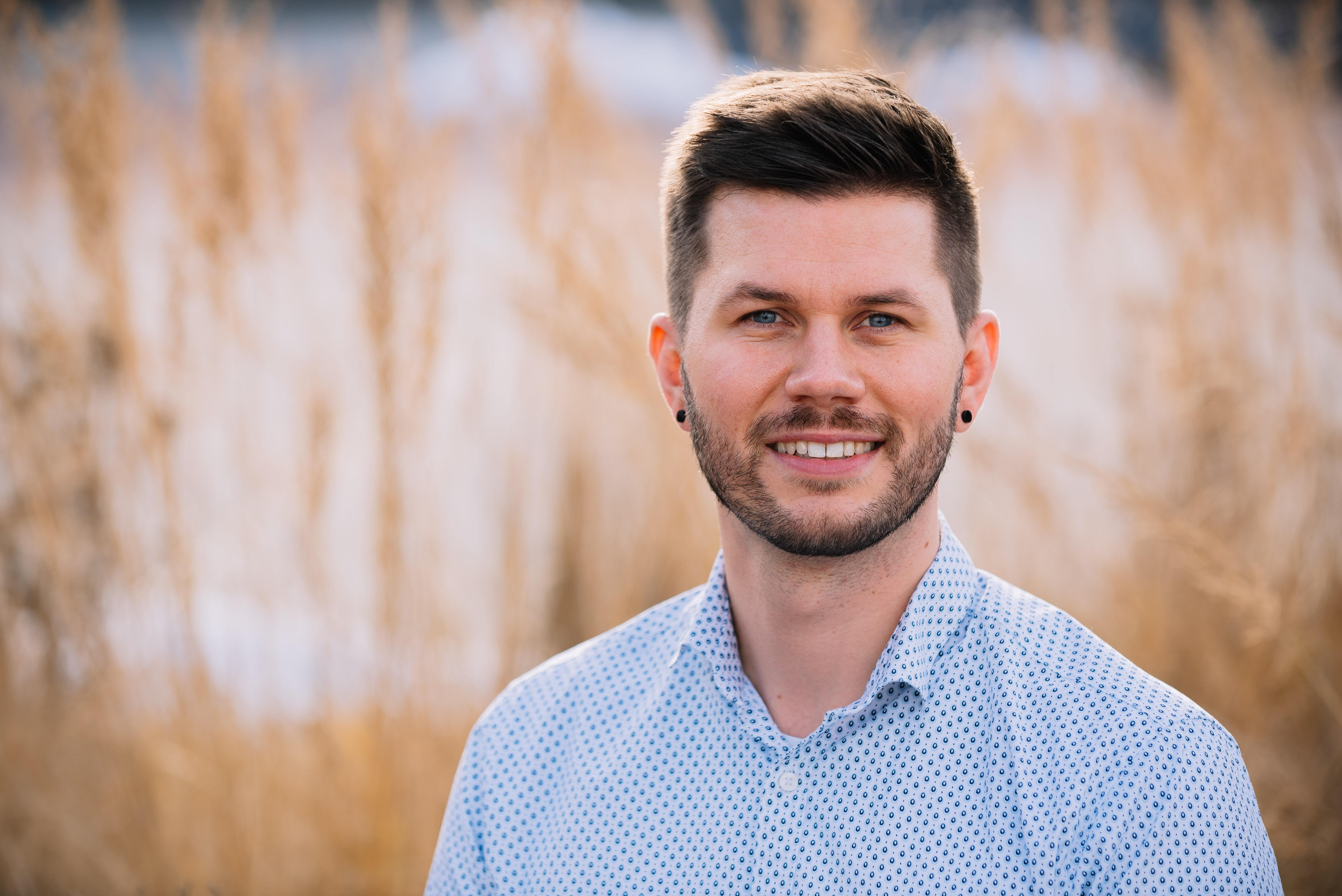
Pascal Haggenmüller (2021)

Pascal Simon Haggenmüller (* 5. Oktober 1988 in Bretten) ist ein deutscher Politiker (Bündnis 90/Die Grünen). Seit 2021 ist er Landesvorsitzender von Bündnis 90/Die Grünen in Baden-Württemberg.

## Leben
Haggenmüller wuchs im badischen Oberderdingen auf und studierte bis 2015 an der Albert-Ludwigs-Universität Freiburg Politik, Geschichte und Italienisch auf Lehramt. Bis zur Wahl zum Landesvorsitzenden arbeitete er für die Landtagsabgeordnete Andrea Schwarz in deren Stuttgarter Abgeordnetenbüro im Landtag von Baden-Württemberg. 

## Politisches Engagement
Zur Bundestagswahl 2017 trat Haggenmüller als Kandidat im Bundestagswahlkreis Karlsruhe-Land als Direktkandidat für seine Partei an. Mit 11,7 Prozent der Erststimmen holte er damals das historisch beste Ergebnis für einen Grünen in diesem Wahlkreis. Seit 2019 ist Haggenmüller Sprecher der Landesarbeitsgemeinschaft QueerGrün und Mitglied im Parteirat der Landespartei. Der Parteilinke Haggenmüller erreichte auf der Landesdelegiertenkonferenz in Heidenheim am 4. Dezember 2021 89,5 Prozent der Stimmen zur Wahl als Landesvorsitzender. Als Co-Vorsitzende wurde Lena Schwelling mit 77,8 Prozent der Stimmen gewählt.
Bei der Landtagswahl in Baden-Württemberg 2026 kandidiert Haggenmüller im Landtagswahlkreis Bretten und auf Platz 8 der Landesliste der Grünen.
Haggenmüller war 2022 Mitglied der 17. Bundesversammlung.